# Шахрдари (футбольный клуб, Тебриз)
«Шахрдари Табриз» — иранский футбольный клуб, базирующийся в Тебризе.

## История
В 1986 году по инициативе муниципальных властей города Тебриз был создан новый футбольный клуб «Шахрдари Тебриз», вскоре ставший третьим по силе и популярности в городе. В сезоне 1994/95 клуб дебютировал в Лиге Азадеган, тогда высшей лиге Ирана, но по итогам следующего чемпионата покинул её. Спустя ещё год команда смогла вернуться на высший уровень. В следующем чемпионате «Шахрдари Тебриз» занял высокое пятое место, но год спустя вылетел из Лиги Азадеган. Вскоре клуб опустился до региональной лиги, после чего начал свой подъём в иерархии иранского футбола обратно.
В сезоне 2009/10 «Шахрдари Тебриз» уверенно выиграл свою группу в Лиге Азадеган, не потерпев ни одного поражения, и вернулся в элиту иранского футбола. Первую часть чемпионата 2010/11 команда провела в зоне вылета, но после того как её в октябре 2010 года возглавил тренер Хамид Деракшан сумела постепенно поправить своё турнирное положение. В следующем сезоне «Шахрдари Тебриз» долгое время держался в середине турнирной таблицы, но в концовке скатился в зону вылета и покинул Про-лигу.
В 2013 году «Шахрдари Тебриз» выиграл свою группу в Лиге Азадеган, но был вовлечён в скандал с договорными матчами. Команда была низведён в низший дивизион, клуб также распустил все свои профессиональные команды, чтобы не платить штраф Федерации футбола Ирана.

## История выступлений
| Сезон   | Дивизион         | Место | Кубок      |
| ------- | ---------------- | ----- | ---------- |
| 1990/91 | Вост. Азерб.лига | 1-е   | не квалиф. |
| 1991/92 | 3 див.           | 16-е  | не квалиф. |
| 1992/93 | Вост. Азерб.лига | 4-е   | не квалиф. |
| 1993/94 | Вост. Азерб.лига | 1-е   | не квалиф. |
| 1994/95 | 2 див.           | 3-е   | не квалиф. |
| 1995/96 | Лига Азадеган    | 15-е  | 1-й раунд  |
| 1996/97 | 2 див.           | 2-е   | 1-й раунд  |
| 1997/98 | Лига Азадеган    | 5-е   | -          |
| 1998/99 | Лига Азадеган    | 14-е  | 2-й раунд  |
| 1999/00 | 2 див.           | 10-е  | не квалиф. |
| 2000/01 | 3 див.           | 14-е  | не квалиф. |
| 2001/02 | Вост. Азерб.лига | 4-е   | не квалиф. |
| 2002/03 | Вост. Азерб.лига | 1-е   | не квалиф. |
| 2003/04 | 3 див.           | 1-е   | 1-й раунд  |
| 2004/05 | 2 див.           | 5-е   | 1-й раунд  |
| 2005/06 | 2 див.           | 2-е   | 1-й раунд  |
| 2006/07 | Лига Азадеган    | 7-е   | 1-й раунд  |
| 2007/08 | Лига Азадеган    | 6-е   | 2-й раунд  |
| 2008/09 | Лига Азадеган    | 2-е   | 2-й раунд  |
| 2009/10 | Лига Азадеган    | 1-е   | 3-й раунд  |
| 2010/11 | Про-Лига         | 12-е  | 1/16       |
| 2011/12 | Про-Лига         | 16-е  | 1/16       |
| 2012/13 | Лига Азадеган    |       | 1/16       |